# Ščurki, Velike Lašče
Ščurki so naselje v Občini Velike Lašče.